# Juan Prim y Prats

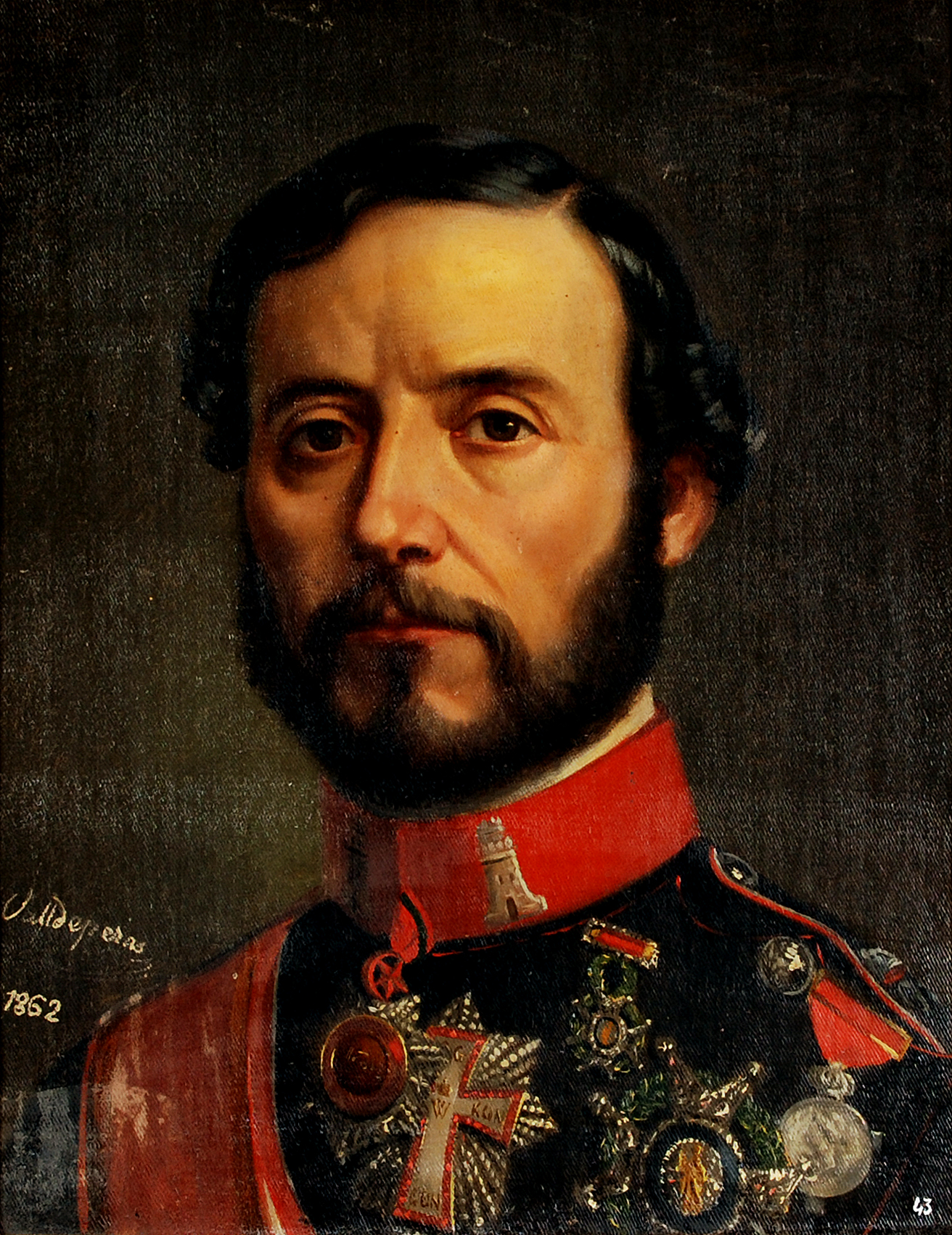
Juan Prim y Prats.

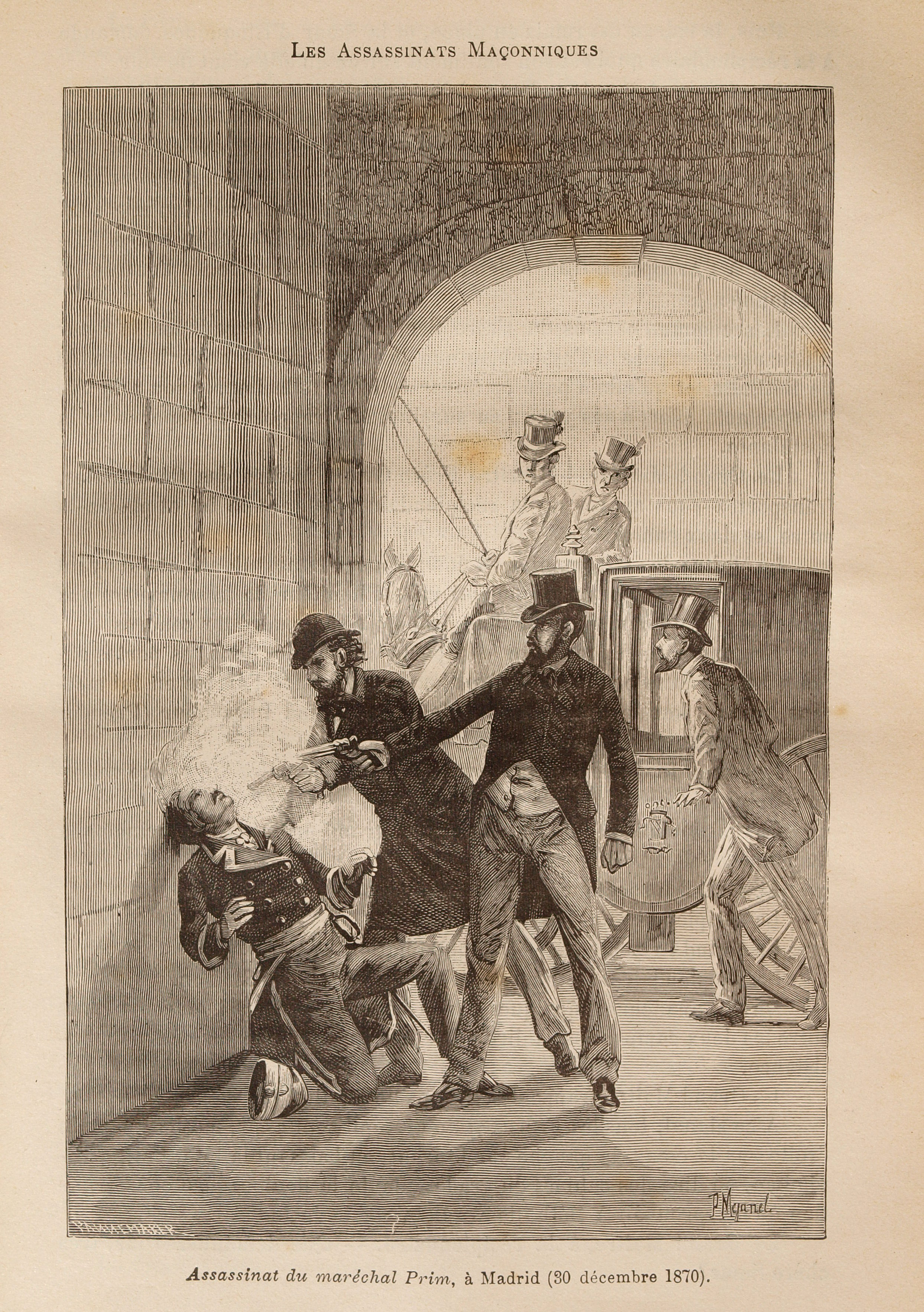
Scena zabójstwa Juana Prima

Juan Prim y Prats (ur. 12 grudnia 1814 w Reus, zm. 30 grudnia 1870) – hiszpański polityk i generał, przewodniczący Rady Ministrów Królestwa Hiszpanii od 18 czerwca 1869 do 27 grudnia 1870 z ramienia Partii Postępowej.

## Życiorys
Syn prawnika, zaciągnął się na ochotnika do armii w wieku 24 lat. Uczestnik buntu radykalnych liberałów w Katalonii w 1843 w randze pułkownika, mimo to następnie w Barcelonie wystąpił przeciwko liberałom, co zapewniło mu awans na generała. W 1847 mianowany gubernatorem wojskowym Portoryko podczas wojny krymskiej (1854-1855) był obserwatorem towarzyszącym wojskom francuskim. Potem walczył w Maroku, a za dowodzenie w bitwie pod Castillejos w styczniu 1890 otrzymał pochwałę. W 1861 w sposób sprawny dowodził korpusem ekspedycyjnym w Meksyku, którego celem była ochrona hiszpańskich interesów handlowych przy równoczesnej ostrożności, aby nie sprowokować konfliktu z meksykańskim prezydentem Benito Juarezem. Prim y Prats wziął za żonę zamożną Hiszpankę i uważał się za eksperta w kwestiach latynoamerykańskich. Według Alana Palmera przede wszystkim chciał być jednak sprawiedliwym przywódcą kraju, popieranym przez monarchę. W 1866 te zamiary zniweczył mu nieudany zamach stanu, który zmusił go do ucieczki z ojczyzny. Wrzesień 1868 przyniósł z kolei emigrację królowej Izabeli II, która opuściła kraj z powodu buntów marynarki i armii lądowej, Prim y Prats zaś w tym samym roku objął tekę ministra wojny, by w 1869 zostać szefem rządu Hiszpanii.
Jako premierowi Juanowi Primowi nie powiodło się w kwestii rozwiązania dwóch fundamentalnych problemów, do których zaliczało się unieszkodliwienie powstańców na Kubie i wyszukanie kandydata na tron hiszpański, który sprawując władzę jako monarcha konstytucyjny potrafiłby zjednoczyć naród. Zaproponował koronę członkowi dynastii Hohenzollernów, którzy rządzili w Prusach. Zaniepokoił tym Francuzów, przyśpieszając wybuch wojny francusko-pruskiej w 1870 oraz detronizację Napoleona III. Królem Hiszpanii został w końcu włoski książę Aosty - Amadeusz I Sabaudzki. Kiedy nowy władca dotarł do Hiszpanii, Juan Prim y Prats został zastrzelony na ulicy madryckiej, co skomplikowało sytuację Amadeusza I i pośrednio doprowadziło do jego rychłej abdykacji.